# Polizeiruf 110: Konzert für einen Außenseiter
Konzert für einen Außenseiter ist ein deutscher Kriminalfilm von Werner Röwekamp aus dem Jahr 1974. Der Fernsehfilm erschien als 22. Folge der Filmreihe Polizeiruf 110.

## Handlung
Oberleutnant Jürgen Hübner und Leutnant Vera Arndt stehen vor einem Rätsel: Mehrere Frauen erstatten bei ihnen Anzeige, weil ihre Männerbekanntschaft nach einigen Tagen des Zusammenseins geflohen ist und ihnen dabei Geld entwendet hat. Stets scheint es sich um denselben Mann zu handeln, der jedoch unter wechselnden Namen und wechselnder Berufsangabe auftritt. Stets ist er vorgeblich im musisch-künstlerischen Bereich tätig, erscheint einmal als Student und einmal als Kunstwissenschaftler. Parallel dazu entdecken die Museen in den Orten, in denen sich der Mann aufhält, dass ihnen wertvolle Originalstücke gestohlen wurden. Jürgen Hübner und Vera Arndt kommen bei ihren Ermittlungen nur langsam voran.
Margitta Lüders aus Mittenwalde gibt erste Hinweise. Bei ihr gab sich der Mann als Dieter Zahn aus, der als Architekt arbeitete. Der als charmant beschriebene Mann stahl ihr etwas Bargeld und verließ sie am frühen Morgen. Er trampte schließlich, wurde an einer Fernfahrergaststätte an der F 180 abgesetzt und versuchte dort vergeblich, in der Kellnerin eine neue Liebschaft zu erobern. Im Radio lief das Klavierkonzert a-Moll von Robert Schumann, das sich der Mann unbedingt anhören wollte. Vor der Kellnerin meint er, er würde das Konzert gerne einmal sehen. Wenig später wird er von Irene Born mit nach Zwickau genommen. Irene verliebt sich in den Mann, der sich ihr als Peter Bachmann und Kunsthändler vorstellt. Auch Peter will mit Irene sesshaft werden und gesteht ihr schließlich, dass er Kunstwerke raubt, um sie an Kontakte im Westen zu verkaufen. Er verspricht Irene, seine Tätigkeit einzustellen, entdeckt jedoch im Zwickauer Schumann-Museum die Originalpartitur des Klavierkonzerts von Schumann. Er will sie stehlen und schreckt auch nicht davor zurück, dass Museumsdirektor Meißner ein Freund von Irenes Familie ist.
Die Polizei ist Peter dicht auf den Spuren. Der dringt nachts über ein am Besuchstag heimlich manipuliertes Fenster in das Museum ein und nimmt die Partitur an sich. Sein Diebstahl wird durch einen Betrunkenen gestört, der die Museumstür mit dem Eingang zu einer Kneipe verwechselt und lautstark Alkohol fordert. Peter wird überrascht, wohnt doch Direktor Meißner im Museumsgebäude. Dieser weist den Betrunkenen ab, wird jedoch beim Zubettgehen auf die offene Toilettentür aufmerksam und bemerkt so den Einbruch. Es kommt zum Zweikampf zwischen Meißner und Peter, in dessen Folge Peter den Museumsdirektor die Treppe hinunterstößt. Er glaubt, Meißner sei tot, und flieht. Bei Irene packt er die Sachen und will gehen, doch schließt sich Irene ihm an. Beide fliehen in Irenes Auto. Als Irene jedoch hört, dass Peter Meißner getötet hat, will sie aussteigen. Sie verreißt das Steuer und wird von Peter k. o. geschlagen. Peter legt die ohnmächtige Irene am Straßenrand ab und fährt weiter. Ein hinter ihm haltender LKW-Fahrer findet Irene und benachrichtigt die Polizei. Die hat inzwischen den verletzten Meißner gefunden und ins Krankenhaus transportieren lassen. Die Verfolgung von Peter wird intensiviert, und er kann schließlich gestellt und wegen Diebstahls und Körperverletzung verhaftet werden.

## Produktion

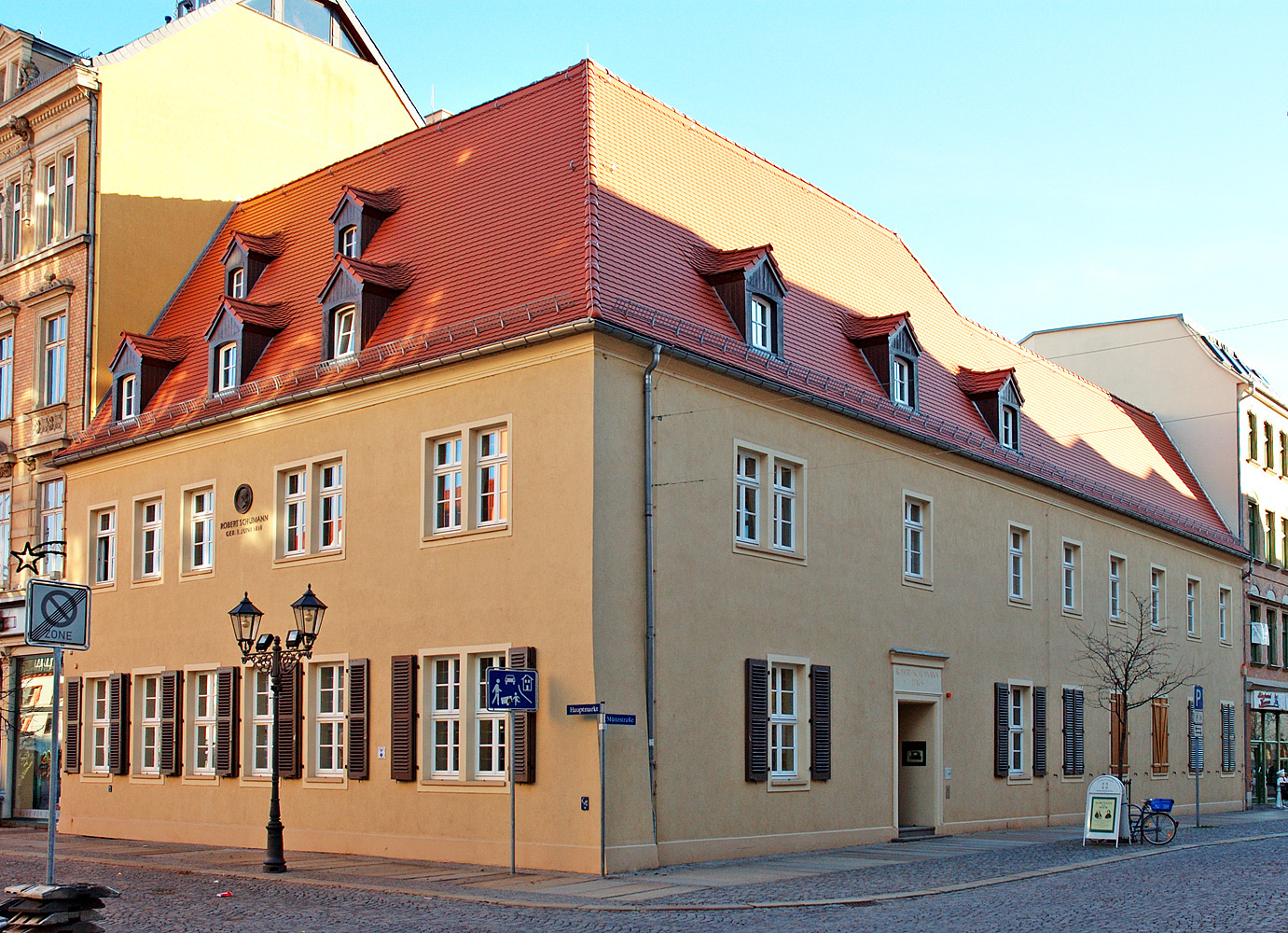
Robert-Schumann-Haus in Zwickau, ein Drehort des Films

Konzert für einen Außenseiter wurde vom 6. September bis 20. Oktober 1973 in Rheinsberg, Mittenwalde und Umgebung, Muldenhammer, Schönheide sowie Zwickau und Umgebung gedreht. Sowohl im als auch am Robert-Schumann-Haus in Zwickau entstanden Szenen des Films. Die Kostüme schuf Christel Nowotny, die Filmbauten stammen von Anna-Sabine Diestel.
Der Film erlebte am 24. Februar 1974 im 1. Programm des Fernsehens der DDR seine Fernsehpremiere. Es war die 22. Folge der Filmreihe Polizeiruf 110. Oberleutnant Jürgen Hübner ermittelte in seinem 9. Fall und Leutnant Vera Arndt in ihrem 18. Fall.
Die Kritik merkte an, dass Regisseur Röwekamp sich im Film „einiger Genrestereotype des amerikanischen Gangsterfilms“ bediene, so der von Anfang an für den Zuschauer bekannten Identität des Täters; zudem werde der Zuschauer Zeuge der Einbruchsvorbereitungen.
An der Heckscheibe des von Peter Bachmann gefahrenen Skoda klebt – in mehreren Szenen (z. B. ab 1:00:02 h) deutlich sichtbar – ein Nationalitätskennzeichen „D“. Dieses war in der DDR bis 1973 in Gebrauch, damit offenbar auch noch zur Entstehungszeit des Films. Zum 1. Januar 1974 führte die DDR ein eigenes Unterscheidungszeichen „DDR“ ein. Bei Ausstrahlung des Films handelte es sich also um einen Anachronismus.